# Saint-Aubin-de-Cadelech
Saint-Aubin-de-Cadelech är en kommun i departementet Dordogne i regionen Nouvelle-Aquitaine i sydvästra Frankrike. Kommunen ligger i kantonen Eymet som tillhör arrondissementet Bergerac. År 2022 hade Saint-Aubin-de-Cadelech 347 invånare.

## Befolkningsutveckling
Antalet invånare i kommunen Saint-Aubin-de-Cadelech
Referens:INSEE